# アップタウン (ニューオーリンズ)

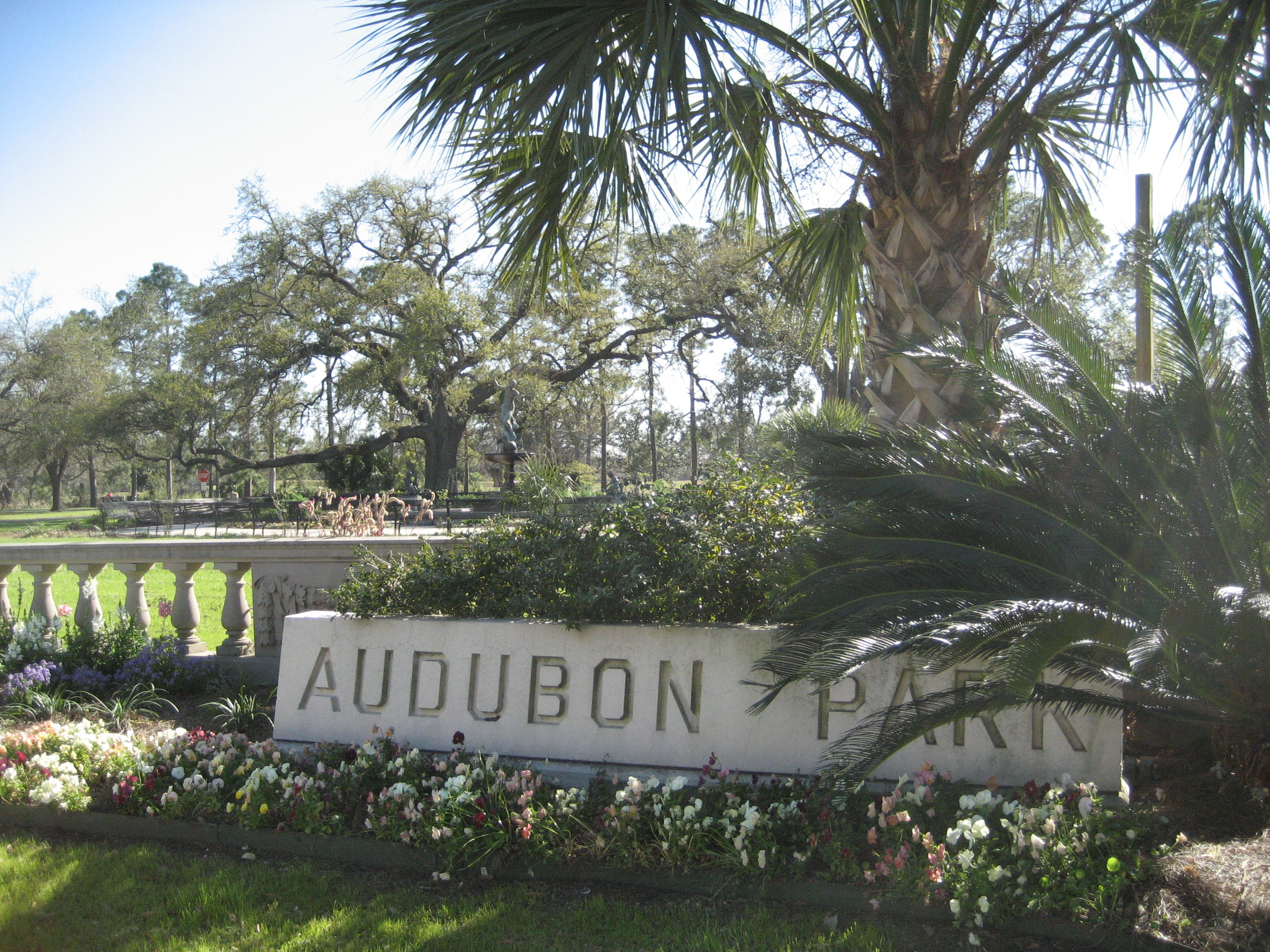
アップタウンのオーデュボン公園

アップタウン (Uptown)は、米国ルイジアナ州ニューオーリンズ市内の大きな部分を占める地域の名称である。アップタウンは、19世紀に開発されたミシシッピ川東岸のフレンチ・クオーターからジェファーソン郡との境界線に到るまでのいくつかの地域を含んでいる。アップタウンは、ニューオーリンズ大都市圏において、経済的、人種的、民俗的に最も多様な地域のひとつである。住宅地、小規模な商業地域が混在し、19世紀に建設された建築物が今なお豊富である。

## 境界線と定義
歴史的には「アップタウン」とは方向を指す言葉であった。ミシシッピ川の流れの上流側という意味である。ルイジアナ買収のあと、米国の他の地域から移住してきた人々は、古いクレオール街の上流側に住宅や店舗を建設するようになった。19世紀には、カナル・ストリートがアップタウンとダウンタウンを境界線として知られるようになった。ダウンタウンが主にフランス語を話す地域であったのに対し、アップタウンは主に英語を話す地域であった。
アップタウンの境界線の定義はいくつかあり、最も地域を広く捉えている定義は前述の歴史的定義である。これによるとカナル・ストリートより上流側は、全てアップタウンということになり、市の約1/3が含まれることになる。最も狭く捉えた定義はニューオーリンズ市都市計画によるもので、ジェファーソン・アベニューとセントチャールズ・アベニューの交差点を起点とした周囲12ブロック程度の地域をアップタウンとしている。しかしながら、現在のニューオーリンズ住民の大部分が考えるアップタウン地域は、いずれの定義とも異なっている。正確な境界線については議論の余地はあるものの、通常「アップタウン」と言えば、中心業務地区 (CBD)よりも上流側の、ミシシッピ川に近い地帯のことを指す。より厳格な定義も存在し、それによるとナポレオン・アベニューよりも上流側からジェファーソン郡の境界線まで、また内陸側の方向で言うと、ミシシッピ川からミッドシティまでの地域のみがアップタウンとなる。
アメリカ合衆国連邦政府が指定した国定史跡としてのアップタウンの境界線は、ミシシッピ川からクレイボーン・アベニューまで、ジャクソン・アベニューからブロードウェイまでである。通常アップタウンの一部と解釈されるその周辺地域 (キャロルトン、ガーデン地区、アイリッシュ・チャンネル、ロウワー・ガーデン地区)は、別個に国定史跡に登録されている。

## 開発
アップタウン地域は、植民地時代には主にプランテーションだったが、19世紀に開発が進んだ。ラファイエット、ジェファーソン・シティ、グリーンヴィル、キャロルトンなどは、元々それぞれ別個の街として開発されたが、ニューオーリンズが川の上流側へ拡張されていく流れの中で統合されていった。
19世紀に、米国の他の地域から移住してきた人々とイタリア、アイルランド、ドイツなどからの移民達がこの地に
定住するようになった。アップタウンでは従来から、相当規模のアフリカ系アメリカ人住民が存在した。国勢調査のデータによると、アップタウンでは民俗的、人種的に混在した住宅地は19世紀から20世紀初頭にかけても一般的であり、今日もその状況は変わっていない。

## アップタウンの地域、地区

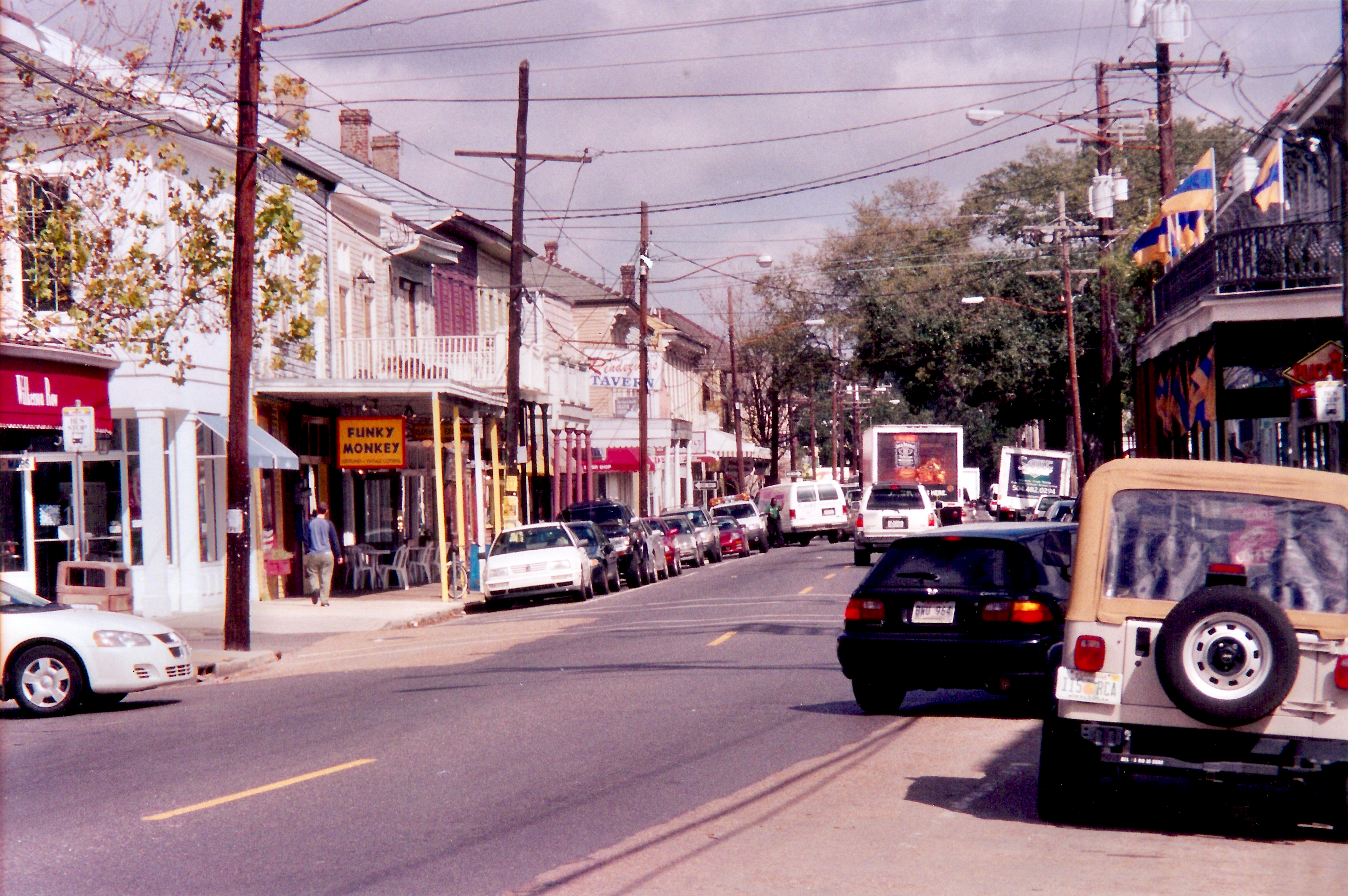
マガジン・ストリートの商店街

- ニューオーリンズの中心業務地区 (Central Business District)。※但し現状では通常アップタウンには含めない
- セントラル・シティ
- ロウワー・ガーデン地区
- ガーデン地区
- アイリッシュ・チャンネル
- フォーバーグ・ブーリニー
- ジェファーソン・シティ
- オーデュボン/大学地域
- グリーンヴィル
- キャロルトン

一部の定義では、クレイボーン・アベニューの裏側のブロードムーア、フォンテンブルー地域などもアップタウンとしているものもある。

## 著名人
- B.G. - ラッパー
- ルイ・アームストロング - ジャズ・ミュージシャン
- バディ・ボールデン - ジャズ・ミュージシャン
- ジョージ・ブラニーズ - ジャズ・ミュージシャン
- パーシー・ハンフリー - ジャズ・ミュージシャン
- キング・オリヴァー - ジャズ・ミュージシャン
- レオン・ロッポロ - ジャズ・ミュージシャン
- ボスウェル・シスターズ - 歌手
- マヘリア・ジャクソン - 歌手
- アン・ライス - 小説家
- A.ボールドウィン・ウッド - 発明家
- マーク・プロットキン - 民族植物学者
- ドリュー・ブリーズ - NFLニューオーリンズ・セインツのQB

## ハリケーン・カトリーナ
参照記事: Effect of Hurricane Katrina on New Orleans
2005年、ハリケーン・カトリーナがニューオーリンズを襲った際、他の都市地域同様アップタウンも風害により、建物が被害を受けた。アップタウンのほぼ全域で、大規模修繕を必要とする屋根の損壊、窓の破壊の被害があり、ところどころで風によって吹き飛ばされた建物が見られた。
1900年以前に開発された他の地域同様、アップタウンも高台にあるために、新興地域と比べてハリケーン後の水害は少なかった。
クレイボーン・アベニューに近い地域など、水位の上昇により被害を受けた地域もある。1909年のグランド・アイル・ハリケーン、1995年のルイジアナ洪水など、20世紀に入ってから起こった洪水によってもアップタウンは影響を受けたが、ハリケーン・カトリーナ後の洪水は、1849年のソーヴェのクレバス以来の被害をもたらした。この地域の古い家屋の多くは、大洪水に備えて通りから1m前後高く建てられているが、ハリケーン・カトリーナ時にはそれでも浸水した家屋もあった。
しかしながら、セントチャールズ・アベニューからミシシッピ川寄りの地域と周辺の地域は浸水の被害から逃れた。ニューオーリンズ市内で浸水しなかった地域としては、この地域が最大である。
マガジン・ストリートは、ニューオーリンズの商業的復興の中心的役割を担った。地元住民によって経営されているこの通り沿いの店舗、企業の多くは、ダウンタウン周辺のチェーン・ストアよりも早く、店などを再開させている。